# Batalla de Irún (1837)
La Batalla de Irún fue la batalla que tuvo lugar el 17 de mayo de 1837 en Irún y forma parte de la primera guerra carlista.

## Antecedentes
Los carlistas asediaron San Sebastián a finales de 1835 bajo el mando del comandante José Miguel de Sagastibeltza, quien quería atacar y tomar la ciudad, pero el general carlista Nazario Egia deseaba mantener el asedio sin ataques. Los donostiarras solicitaron ayuda a Luis Fernández de Córdoba, quién los envió a la Legión Auxiliar Británica de George de Lacy Evans, y a su vez, Sagastibeltza pidió más hombres a Egia pero necesitaba las tropas y no envió refuerzos, y los liberales únicamente consiguieron ampliar ligeramente el círculo del asedio con la batalla de Lugariz en 1836, en 16 de marzo del 1837 los liberales fueron humillados en la batalla de Oriamendi.
Aprovechando la salida del grueso del ejército carlista en la Expedición Real la guarnición liberal de San Sebastián dirigida por Lacy Evans inició un ataque para liberar el corredor con la frontera francesa el mayo de 1837. Con el apoyo de tropas embarcadas a Portugalete, unos 20.000 hombres salieron de San Sebastián para conquistar Lezo, Errenteria, Astigarraga y Hernani el 14 y 15 de mayo. Baldomero Espartero se estableció en Hernani para defender el avance de las tropas hacia Oiartzun y la desembocadura del Bidasoa. Los carlistas abandonaron Oiartzun ante el avance de la división de Gaspar de Jáuregui, pero decidieron resistir en Irún.

## La batalla
La guarnición carlista basaba su defensa en el fuerte del Parque y la casa consistorial, que se fortificó. La tarde del 16 de mayo se inició el ataque con un bombardeo por parte de los artilleros británicos, tomando las casas extramuros de la población. La madrugada del 17 de mayo se reinició el ataque, que se alargó todo el día por la defensa enconada de los carlistas. La escasa potencia de los cañones liberales hizo que se atacara con la infantería y, a expensas de numerosas bajas, conquistar la población prácticamente casa en casa, capitulando por la tarde.

## Consecuencias
La villa fue saqueada y Fuenterrabía capituló al día siguiente sin ofrecer resistencia. La frontera guipuzcoana pasa a ser controlada por los liberales.
El fracaso de la expedición Real comportó la asunción de la iniciativa militar por el mismo Carlos V y una purga de todos los líderes anteriores, entre ellos el infante Sebastián. Carlos nombró jefe del Estado Mayor a Rafael Maroto, quien optó por una estrategia conservadora en el frente norteño. Mientras tanto, la guerra en la Aragón y Valencia llegó a la máxima intensidad por el empujón de Ramón Cabrera, que al saberse aislado intentó infructuosamente conectarse con Navarra intentando tomar Teruel y Zaragoza, y consolidando sus conquistas con la presa de Morella el 26 de enero de 1838, que pasó a ser la capital de su dominio en el Maestrazgo.